# Mistrovství světa v ledním hokeji 2008 (Divize III – kvalifikace)
Mistrovství světa v ledním hokeji (Divize III – kvalifikace) probíhala ve dnech 15. února–17. února 2008 v bosenském městě Sarajevu.

## Skupina
| Poř. | Tým                 | Z | V | VP | PP | P | Skóre | B |
| ---- | ------------------- | - | - | -- | -- | - | ----- | - |
| 1.   | Řecko               | 2 | 2 | 0  | 0  | 0 | 15:1  | 6 |
| 2.   | Bosna a Hercegovina | 2 | 1 | 0  | 0  | 1 | 6:10  | 3 |
| 3.   | Arménie             | 2 | 0 | 0  | 0  | 2 | 0:10  | 0 |

- Řecká reprezentace bude hrát Divizi III.
- Obě utkání Arménie byla kontumována 0:5, kvůli neoprávněnému startu hráčů.

 Řecko –  Bosna a Hercegovina 10:1 (1:0, 4:1, 5:0)
15. února – Sarajevo 
 Arménie –  Řecko 5:8 (2:2, 0:4, 3:2) – 0:5 kontumačně
16. února – Sarajevo
 Bosna a Hercegovina –  Arménie 1:18 (0:5, 1:8, 0:5) – 5:0 kontumačně
17. února – Sarajevo